# Toyota Industries
Toyota Industries Corporation (株式会社豊田自動織機, Kabushiki-gaisha Toyota Jidō Shokki) (TYO: 6201
) er en japansk producent af maskiner, motorer, køretøjer og elektronik. Toyota Industries er et af 13 kernemedlemmer af Toyota-konglomeratet. Fra koncernens hovedsæde i Kariya i Japan styres en multinational virksomhed med ca. 39.500 medarbejdere over hele verden.
Oprindeligt var virksomheden fabrikant af automatiske væve og det er den virksomhed som bilfabrikanten Toyota Motor Corporation udviklede sig fra.

## Ejerforhold
Toyota Industries ejer 5,55 % af Toyota Motor og er dermed den største aktionær i Toyota Motor. Som et modtræk til fjendtlige opkøb og overtagelser, så ejer Toyota Motor 23,5 % af aktierne Toyota Industries.

## Historie
Virksomheden er grundlagt af Sakichi Toyoda i 1926 som Toyoda Automatic Loom Works, Ltd., som er opfinder af en række manuelle og maskindrevne væve. Den mest imponerende af disse var 1924 Toyoda Automatic Loom, Type G, en fuldautomatisk højhastighedsvæv med mulighed for at skifte i pendulfart uden stop og andet. Det var datidens mest avancerede væv, der medførte en markant forbedredring i kvaliteten og en 20 gange forbedring af produktiviteten.
I 2007 var denne væv registret som enhed Nummer 16 på Japans Mechanical Engineering Heritage. 
I 1933 stifter virksomheden under ledelse af Kiichiro Toyoda sin automobilafdeling. I 1937 bliver automobilafdelingen fraspaltet virksomheden og afdelingen kendes i dag som Toyota Motor Corporation.

## Forretningsområder
Toyota Industries er aktiv indenfor 5 forretningsområder: automobil, materialehåndtering, elektronik, logistik og tekstilmaskiner.
Toyota-mærkede gaffeltrucks fra Toyota Industries deler logo med biler fra Toyota Motor Corporation og fremstilles på Toyota Industrial Equipment Manufacturing (TIEM) anlægget i Columbus i Indiana.
Toyota Industries Corporation har kontraktproduktion for Toyota Motor Corporation om fremstillingen af bilmodellerne Toyota Vitz/Toyota Yaris og Toyota RAV4. Toyota Industries fremstiller endvidere bilmotorer til biler fra Toyota Motor såsom Toyota Avensis, Toyota Corolla, Toyota Crown og Toyota Land Cruiser.
I år 2000 overtog Toyota Industries den svenske gaffeltruck-virksomhed BT Industries, sammen med BTs datterselskaber, det amerikanske Raymond Corporation og det italienske CESAB. Sammen med Toyota Industries eksisterende materialehåndterings-division, skabte overtagelsen verdens største gaffeltruckvirksomhed Toyota Material Handling Corporation.

## Datterselskaber
- Aichi Corporation
- Tokaiseiki
- Toyota Industry (Kunshan)
- Toyota Industry Automotive Parts (Kunshan)
- Toyota Industries North America
- Toyota Material Handling Group
- Toyota Industries Europe
- Kirloskar Toyoda Textile Machinery,Bangalore India
- Osv.